# Amstel Gold Race 1982
La 17e édition de la course cycliste, l'Amstel Gold Race a eu lieu le 24 avril 1982 et a été remportée pour la cinquième fois de sa carrière par le Néerlandais Jan Raas.

## Classement final
| Pos. | Coureur            | Pays      | Équipe                             | Temps           |
| ---- | ------------------ | --------- | ---------------------------------- | --------------- |
| 1.   | Jan Raas           | Pays-Bas  | TI-Raleigh-Campagnolo              | 6 h 10 min 45 s |
| 2.   | Stephen Roche      | Irlande   | Peugeot-Shell-Michelin             | + 2 s           |
| 3.   | Gregor Braun       | Allemagne | Capri Sonne-Eddy Merckx-Campagnolo | + 7 s           |
| 4.   | Sean Kelly         | Irlande   | Sem-France Loire-Campagnolo        | + 7 s           |
| 5.   | Phil Anderson      | Australie | Peugeot-Shell-Michelin             | + 7 s           |
| 6.   | Hennie Kuiper      | Pays-Bas  | Daf Trucks-Teve Blad-Rossin        | + 7 s           |
| 7.   | Ludo Peeters       | Belgique  | TI-Raleigh-Campagnolo              | + 1 min 14 s    |
| 8.   | Adrie van der Poel | Pays-Bas  | Daf Trucks-Teve Blad-Rossin        | + 1 min 14 s    |
| 9.   | Jostein Wilmann    | Norvège   | Capri Sonne-Eddy Merckx-Campagnolo | + 1 min 14 s    |
| 10.  | Ad Wijnands        | Pays-Bas  | TI-Raleigh-Campagnolo              | + 1 min 14 s    |